# Ждралови (Бјеловар)
Ждралови су насељено место у саставу града Бјеловара, у Бјеловарско-билогорској жупанији, Република Хрватска.

## Историја
До територијалне реорганизације у Хрватској, налазили су се у саставу старе општине Бјеловар.

## Становништво
На попису становништва 2011. године, Ждралови су имали 1.423 становника.

## Попис1991.
На попису становништва 1991. године, насељено место Ждралови је имало 1.525 становника, следећег националног састава:
| Попис 1991.‍   | Попис 1991.‍  | Попис 1991.‍ | Попис 1991.‍ | Попис 1991.‍ |
| ------------- | ------------ | ----------- | ----------- | ----------- |
|               |              |             |             |             |
| Хрвати        | Хрвати       |             | 1.208       | 79,21%      |
| Срби          | Срби         |             | 138         | 9,04%       |
| Југословени   | Југословени  |             | 41          | 2,68%       |
| Чеси          | Чеси         |             | 24          | 1,57%       |
| Црногорци     | Црногорци    |             | 4           | 0,26%       |
| Мађари        | Мађари       |             | 3           | 0,19%       |
| Албанци       | Албанци      |             | 1           | 0,06%       |
| Македонци     | Македонци    |             | 1           | 0,06%       |
| Муслимани     | Муслимани    |             | 1           | 0,06%       |
| Словенци      | Словенци     |             | 1           | 0,06%       |
| остали        | остали       |             | 2           | 0,13%       |
| неопредељени  | неопредељени |             | 79          | 5,18%       |
| непознато     | непознато    |             | 22          | 1,44%       |
| укупно: 1.525 |              |             |             |             |